# Broquer

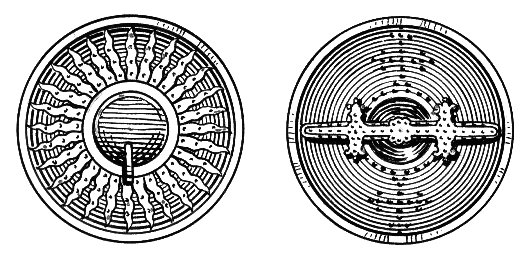
Part davantera i posterior d'un broquer.

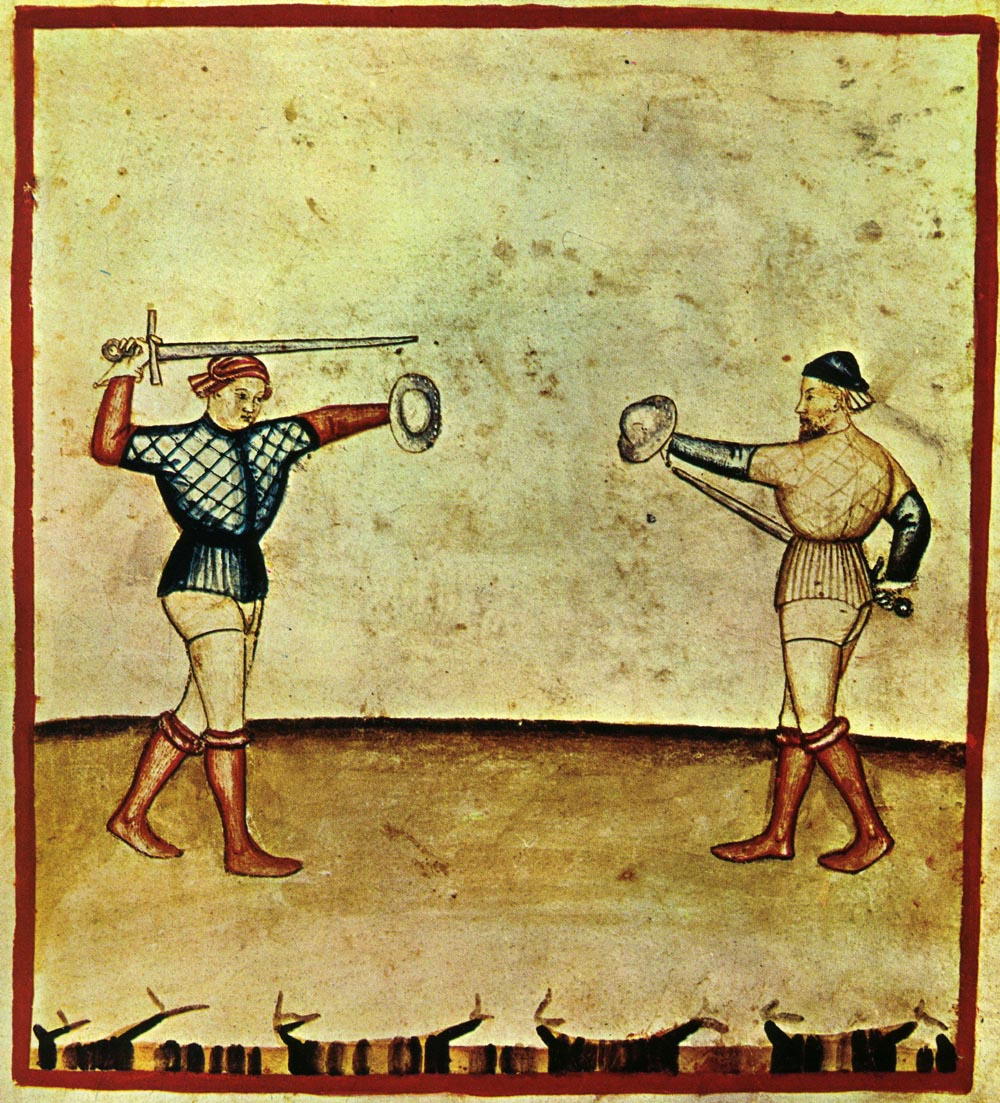
Espasa i broquer de combat, placa del Tacuinum Sanitatis il·lustrat a Lombardía, c. 1390.

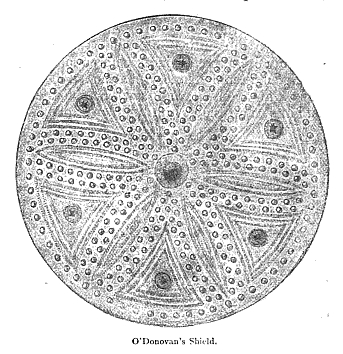
Broquer irlandès.

Un broquer (a vegades broquell) és un escut petit, de ferro o d'acer, i més comunament de fusta, cobert de pell girada o cuiro i amb la vora guarnida de ferro, que té al centre una cassoleta del mateix metall, buida perquè la mà pugui empunyar l'embrazadura o maneta, col·locada per dins. Aquella formava a l'exterior la broca, d'on segons Clouard (Memòria de l'Acadèmia de la Història) procedeix el nom d'aquesta arma defensiva. Altres autors pretenen derivar-lo del llatí bū[c]cula («boqueta», «galta», «visera del casc»), amb la paraula es designava la boca oberta de la cara o mascaró que solien posar els romans en el centre de l'escut.
En general, va ser utilitzat durant l'edat mitjana i el Renaixement, consistint en una pobra protecció enfront de les armes llancívoles, com sagetes, però útil per desviar el cop d'una espasa o d'una maça. Hi havia dues formes documentades de broquers medievals. El primer, era un simple escut rodó amb la embraçadura directament darrere del centre amb una varietat de superfícies i gruixos. Podien tenir sortints a la part superior i inferior, com es descriu al manual de Hans Talhoffer (esgrimista medieval alemany), o amb anells tancats, com en un exemplar de la Col·lecció Wallace. La segona forma principal era la d'un rectangle corrugat com suggereix Achille Marozzo en el seu Opera Nova.
El MS I.33, considerat el primer manual de combat amb armes (entorn de l'any 1300), conté la primera descripció d'un sistema de combat combinat de broquer i espasa.

## Usos
Aquest escut va ser més àmpliament utilitzat del que es coneix comunament. Era una arma simple però eficaç, sovint combinada amb un coltell, o una espasa robera. Va ser popular entre els segles XII i XVII i va tenir una série de utilitats esgrimístiques, especialment les cinc descrites al tractat MS I.33. La prioritat de cadascuna depèn tant de l'espeasa a la que s'ha d'enfrontar el broquer com la morfologia del propi broquer.
- Protector de la mà: el principal ús de l'escut era protegir la mà de l'espasa.
- Deflector: la lleugeresa del broquer i el seu centre corbat eren excel·lents per desviar les fulles atacants.
- Encobridor: L'ús de les espases lleugeres utilitzades en conjunció amb els abroqueris es basava en moviments ràpids, el que significava que un simple segon era un avantatge important. El esgrimidor del broquer podria usar-lo per tapar la posició de la seva pròpia espasa de la vista de l'oponent, evitant que el seu adversari endevinés el seu següent atac.
- «Puny metàl·lic»: Podia utilitzar-se per atacar directament al contrari colpejant-lo amb la cara plana o amb la vora.
- Sostenidor: podia utilitzar-se per contenir i controlar la mà armada de l'oponent o bloquejar-li el broquer contra el seu cos. Era molt útil en els cos a cos a curta distància.